# Râul Iavardi
Râul Iavardi este un curs de apă, afluent al râului Valea Rece. Un obiectiv turistic de pe cursul râului este Cascada Zogo, de 7 m înălțime.
Valea râuluiu Iavardi este cunoscută prin formațiile de calcare triasice.

## Hărți
- Ovidiu Gabor - Economic Mechanism in Water Management  Arhivat în 5 martie 2009, la Wayback Machine.
- Harta Munții Tarcău  Arhivat în 22 februarie 2010, la Wayback Machine.
- Harta Munții Ciucului  Arhivat în 28 ianuarie 2018, la Wayback Machine.
- Harta Județul Harghita